# Monasterio de Santa Clara (Copenhague)
El Monasterio de Santa Clara (en danés: Sankt Augustins Kirke) en Copenhague, Dinamarca, fue una comunidad de monjas de la Orden de las Clarisas, que duró desde 1497 a 1536. Los edificios monásticos a continuación, se empezaron a tener diversos usos que después de su clausura se hicieron conocido como el Antiguo Mønt, por lo que una calle cercana es conocida así.
Las Clarisas llegaron por primera vez a Dinamarca en 1249. Un importante monasterio fue establecido en Roskilde, la capital de Dinamarca en el momento.
En 1497 el rey Juan I y la reina Cristina fundaron el monasterio en Copenhague con un regalo de los antiguos huertos reales, que se encontraban en la parte norte de la ciudad, cerca de la muralla, en una zona conocida como Rosengård por una propiedad anterior. En 1498 la reina hizo una donación para la construcción del monasterio. Fue terminado y consagrado el 11 de agosto de 1505, el día de la fiesta de Santa Clara, con una gran ceremonia. El monasterio consistía en un dormitorio, el refectorio, la iglesia, enfermería, bodegas y lugares para que pudieran quedarse las hermanas, laicos y un sacerdote.
Fue clausurado durante la Reforma Protestante en Dinamarca.